# مانويل تورتشي
مانويل تورتشي (27 يناير 1980 بروما في إيطاليا - ) هو لاعب كرة قدم إيطالي في مركز جناح ‏. لعب مع نادي بادوفا ونادي بيسكارا ونادي روما وأوستيا ماري 1945 ‏ ولانشانو كالتشيو 1920 ‏.

## وصلات خارجية
- مانويل تورتشي على موقع قاعدة بيانات كرة القدم.إي يو (الإنجليزية)
- مانويل تورتشي على موقع Soccerway.com (الإنجليزية)
- مانويل تورتشي على موقع عالم كرة القدم.نت (الإنجليزية)